# Frank Arjava Petter

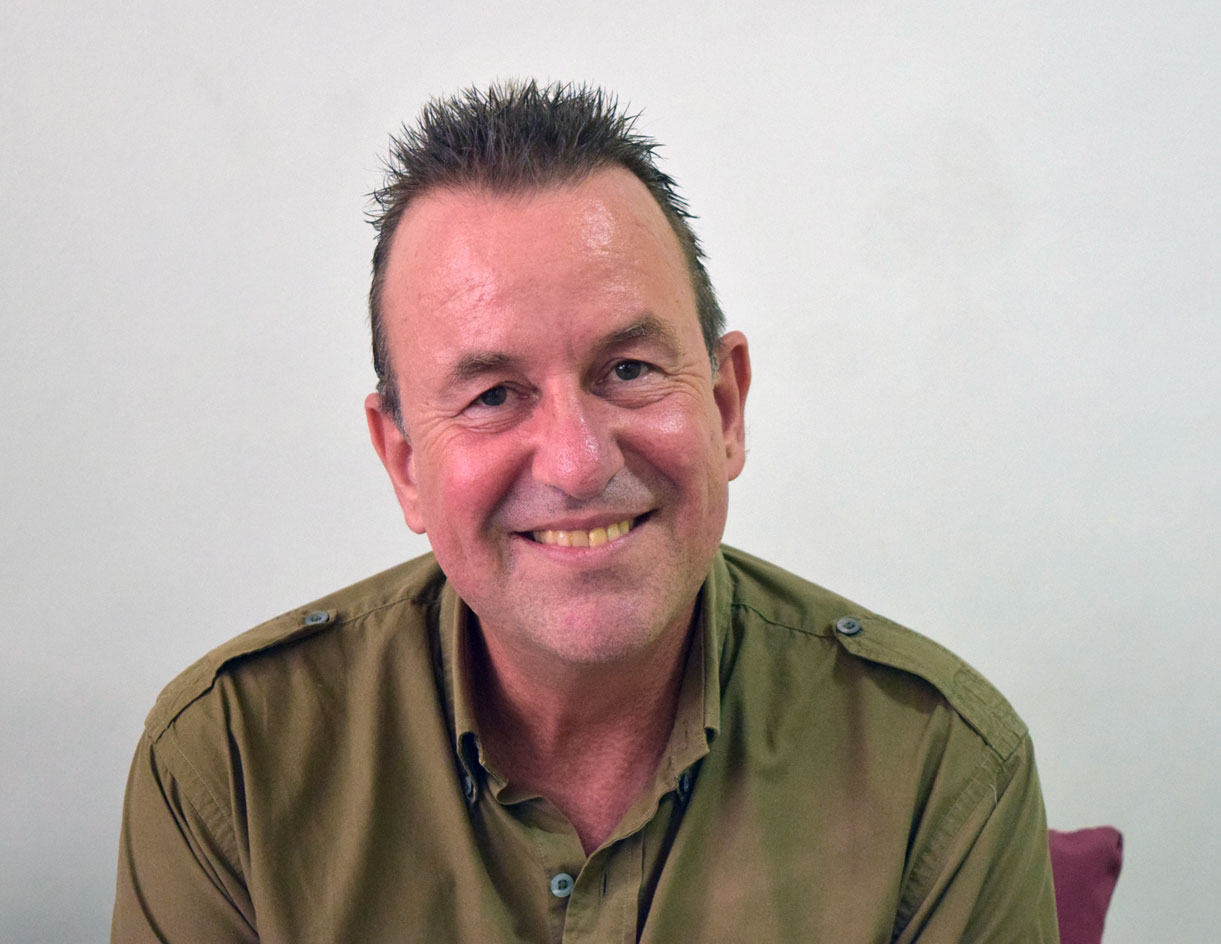
Frank Arjava Petter, 2015

Frank Arjava Petter (* 24. August 1960 in Düsseldorf) ist ein deutscher Schriftsteller, Dichter, Reiki-Lehrer und Seminarleiter. Sein bekanntestes Buch, Das Original Handbuch des Dr. Mikao Usui, wurde in 22 Sprachen übersetzt. Er ist Vizepräsident des Jikiden Reiki Kenkyukai (Institut) Kyoto unter der Leitung von Tadao Yamaguchi.

## Leben

### Kindheit und Jugend
Frank Arjava Petter wurde am 24. August 1960 in Düsseldorf als drittes Kind der Landschaftsgartenbauarchitekten Rosemarie und Hans Georg Petter geboren. Seine älteste Schwester, Cornelia, starb kurz nach ihrer Geburt. Petter besuchte die Grundschule in Düsseldorf-Lohausen. Das Max-Planck-Gymnasium in Düsseldorf verließ er nach der 10. Klasse. Er wollte Bio-Bauer werden und lernte konventionellen Gemüseanbau in Krefeld.

### 1979–1989
Im März 1979 reiste Petter nach Indien, um seinen Bruder aus den Händen des damals heftig kritisierten indischen Philosophen Osho zu retten, was aber misslang. Die nächsten elf Jahre verbrachte er in spirituellen Kommunen in Indien und den USA.

### 1989–2002
Zwischen 1989 und 2002 lebte Petter mit seiner zweiten Frau in Sapporo, Nordjapan, wo sie eine Sprachschule leiteten. 1991 lernte er Reiki, eine japanische Heiltechnik, die er dann in Japan unterrichtete. Da das, was er gelernt hatte, nicht mit seinem Verständnis von japanischer Kultur und Spiritualität übereinstimmte, begann er vor Ort zu recherchieren und entschloss sich 1994, ein Buch über Reiki-Geschichte und Praxis zu schreiben. 1995 begann er eine mehrjährige Ausbildung unter Bert Hellinger, für den er Kurse in Japan organisierte. 1997 wurde sein erstes Buch, Das Reiki Feuer, beim Windpferd Verlag, Aitrang, verlegt, gefolgt von Reiki, das Erbe des Dr. Mikao Usui im Jahr 1998 und Das Original Reiki Handbuch des Dr. Mikao Usui, 1999. Letztere beiden Bücher basieren auf bis dahin unbekannten Originaldokumenten des Reiki-Begründers Mikao Usui.
1999 lernte Petter in Kyoto Chiyoko Yamaguchi, eine direkte Schülerin von Chujiro Hayashi, kennen, unter deren Leitung er Jikiden Reiki, traditionelles Reiki, erlernte. Im Jahr 2000 folgte ein gemeinsames Projekt mit Walter Lübeck und William Lee Rand unter dem Titel Das Reiki Kompendium. 2002 erschien Reiki die schönsten Techniken in Zusammenarbeit mit Walter Lübeck.

### Ab 2002
Nach seiner Ausbildung als Shihan Kaku (Assistenzlehrer) im Jikiden Reiki lernte Petter Georgia Bhakti Mouriki in Griechenland kennen, verließ Japan und ging mit ihr gemeinsam nach Düsseldorf, wo sie bis 2008 lebten. 2003 veröffentlichte er Die Reiki Techniken des Dr. Hayashi mit Tadao Yamaguchi, den jüngsten Sohn von Chiyoko Yamaguchi. Nach Chiyoko Yamaguchis Tod im August 2003 lud er Tadao Yamaguchi ein, um in Deutschland Jikiden Reiki zu unterrichten. Die Methode verbreitete sich im Anschluss in ganz Europa, Nord- und Lateinamerika, Afrika, Ozeanien und Asien und ist inzwischen eine der bedeutendsten Reiki-Schulen weltweit. 2004 kam sein Buch Glücklichsein heraus, 2005 Reiki Ganz Klar und 2008 Das ist Reiki. Seit 2007 ist er Dai Shihan im Jikiden Reiki und der Vizepräsident des Jikiden Reiki Kenkyukai, Kyoto.
2009 zog er mit seiner Familie nach Eresos auf der griechischen Insel Lesvos, wo sie ein Seminarzentrum und biologischen Olivenanbau betreiben. 2015 veröffentlichte er sein letztes Buch mit dem Windpferd Verlag unter dem Titel Eins mit Reiki. 2021 brachte er in englischer Sprache …is… ein Buch über Selbstfindung, Meditation und das Leben in der Gegenwart sowie den Gedichtband Love Speaks im Eigenverlag heraus.

## Werke
- Das Reiki Feuer. Windpferd Verlag, Aitrang 1997, ISBN 978-3-89385-597-1
- Reiki, das Erbe des Dr. Mikao Usui. Windpferd Verlag, Aitrang 1998, ISBN 978-3-89385-281-9
- Das Original Reiki-Handbuch des Dr. Mikao Usui. Windpferd Verlag, Aitrang 1999, ISBN 978-3-89385-320-5
- Das Reiki-Kompendium. Mit Walter Lübeck und William Lee Rand. Windpferd Verlag, Aitrang 2000, ISBN 978-3-89385-340-3
- Reiki – Die schönsten Techniken. Mit Walter Lübeck Windpferd Verlag, Aitrang 2002, ISBN 978-3-89385-391-5
- Die Reiki-Techniken des Dr. Hayashi. Mit Tadao Yamaguchi. Windpferd Verlag, Aitrang 2003, ISBN 978-3-89385-408-0
- Glücklichsein. Windpferd Verlag, Aitrang 2004, ISBN 978-3-89385-426-4
- Reiki ganz klar. Windpferd Verlag, Aitrang 2006, ISBN 978-3-89385-497-4
- Das ist Reiki. Windpferd Verlag, Oberstdorf 2009, ISBN 978-3-89385-588-9
- Eins mit Reiki. Windpferd Verlag, Oberstdorf 2015, ISBN 978-3-86410-111-3
- ... is .... Englische Ausgabe. Eigenverlag 2021
- Love speaks. Gedichte. Englische Ausgabe Eigenverlag 2021

Das von ihm mit herausgegebene Buch Das Original Reiki-Handbuch des Dr. Mikao Usui wurde in 22 Sprachen verlegt und erreichte eine geschätzte Auflage von mehr als 200.000 Exemplaren, in Deutschland sind es bislang 13 Auflagen.

## Kritik
Petters erste Bücher wirbelten die Reiki-Welt gehörig durcheinander, weil er mit den bis dahin auf Hörensagen basierten Falschinformationen über Reiki-Praxis und Geschichte aufräumte. Der anfängliche Konflikt drehte sich mit den Jahren aufgrund seiner akribischen Recherche und der öffentlich gemachten Dokumentation seiner Arbeit, die inzwischen allgemein anerkannt und auch als die Grundlage mehrerer wissenschaftlicher Arbeiten über Reiki (u. a. von Jojan Jonker, Justin Stein und Liam Horowitz) zu sehen ist.